# Peter Godwin

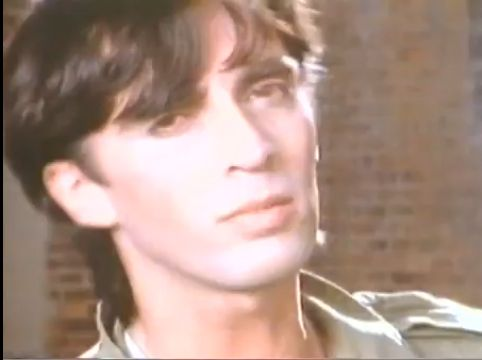
Peter Godwin

Peter Godwin ist ein britischer Musiker, welcher vor allem in den 1980er Jahren große Erfolge verzeichnete.
Er war auch Sänger der New Wave Band Metro. Einer seiner größten Hits war neben "Baby's in the Mountains" wohl "Images of Heaven" (Polydor), in dem er über den Einfluss der Medien auf die Menschen und ihre Träume singt. Die Single "Images of Heaven" und das Album "Dance Emotions" wurden in den Clubs der 1980er Jahre sehr häufig gespielt und gelten bis heute als Kulthits jener Zeit. Musikvideos zu Singleauskopplungen waren in dieser Zeit neu; für "Images of Heaven" wurden sogar zwei Videos produziert: Eine Version für während des Tages und eine zweite Version, welche erst spät abends gezeigt werden durfte, da sie Bilder ("Images") von leicht bekleideten Models zeigte.
Produziert wurde Peter Godwin von Georg Kajanus, dem Kopf der Gruppe Sailor, der zur selben Zeit auch mit seinem Projekt "Data" ein Konzept aus Elektronik und tanzbarem Pop verfolgte.
| Personendaten    | Personendaten      |
| ---------------- | ------------------ |
| NAME             | Godwin, Peter      |
| KURZBESCHREIBUNG | britischer Musiker |
| GEBURTSDATUM     | 20. Jahrhundert    |